# 루게로 제를린
루게로 제를린(Ruggero Gerlin, 1899년 ~ ?)는 이탈리아의 하프시코드 연주자이다.

## 생애
베네치아에서 태어났다. 나폴리의 산 피에트로 음악원 및 시에나의 키지 음악원 등의 교수로 있었다. 파리에서 완다 란도프스카로부터 음악을 배웠고, 프랑스에서 활약하였다. 이탈리아 바로크 외에도 프랑스 클라브생 악파 특히, 쿠프랭의 작품에 깊은 이해를 보였다.